# Ein streunender Hund
Ein streunender Hund (jap. 野良犬, nora inu, Alternativtitel: Ein herrenloser Hund) ist ein japanischer Kriminalfilm in der Tradition des Film noir von Akira Kurosawa aus dem Jahr 1949.

## Handlung
Der Film spielt während eines schwül-heißen Sommers in Tokio im Jahr 1949. Dem jungen Polizisten Murakami wird in einem überfüllten Bus seine mit sieben Patronen geladene Pistole von der Marke Colt gestohlen. Murakami ist außer sich. Er befürchtet schlimmste Konsequenzen für seine noch junge Karriere. Gemeinsam mit dem älteren Kollegen Sato aus dem Diebstahldezernat macht sich Murakami auf die Spur des Diebes. Bei dieser Gelegenheit kommen die beiden Polizisten auf die Spur des Waffenhehlers Hondo, den sie im Baseball-Stadion festnehmen können. Doch weiterhin fehlt jede Spur von Murakamis Pistole. Als ein Überfall jedoch mit dieser Waffe durchgeführt wurde, kommen sie dem Gangster Yusa auf die Spur. Murakami trägt schwer daran, dass durch seine Unachtsamkeit Menschen verletzt werden. Ein weiterer Überfall geschieht, bei dem eine Frau getötet wird. Die beiden Polizisten geraten unter immer größeren Zeitdruck. Fünf Patronen stehen Yusa noch zur Verfügung. Murakami und Sato besuchen Yusas Freundin Harumi Namaki, die als Revuetänzerin arbeitet. Zunächst will das Mädchen nichts mit den Polizisten zu tun haben, doch ihre Mutter verrät, dass Yusa noch vor kurzem im Haus gewesen ist. Während Murakami bei dem Mädchen bleibt, macht sich Sato allein auf die Verfolgung Yusas. Schließlich findet er ihn in einem Hotel. Als Sato Verstärkung rufen möchte, bemerkt dies Yusa. Er schießt auf Sato und kann fliehen.
Schwer verletzt liegt Sato nun im Krankenhaus und Murakami gibt sich die Schuld für die Verletzung des Kollegen. Murakami macht sich jetzt allein auf die Verfolgung. Harumi verrät ihm, dass sie sich mit Yusa am Bahnhof treffen wollte. Murakami begibt sich zum Bahnhof, hat aber nur eine vage Vorstellung vom Aussehen Yusas. Nur aufgrund der verdreckten Kleidung kann er ihn schließlich erkennen. Als Yusa bemerkt, dass er erkannt wurde, flieht er erneut. Murakami kann ihn schließlich in einem Waldstück stellen. Yusa schießt ihn an, verschießt jedoch sämtliche Patronen. Murakami nimmt ihn schließlich fest.

## Kritiken
„Vorzüglich inszenierter und gespielter existenzialistischer Kriminalfilm mit einer Fülle realistischer Beobachtungen des Großstadtlebens; zugleich eine präzise psychologische Studie über die Zweideutigkeit des menschlichen Handelns und die Ambivalenz von Identitäten.“